# Дубоссарське водосховище

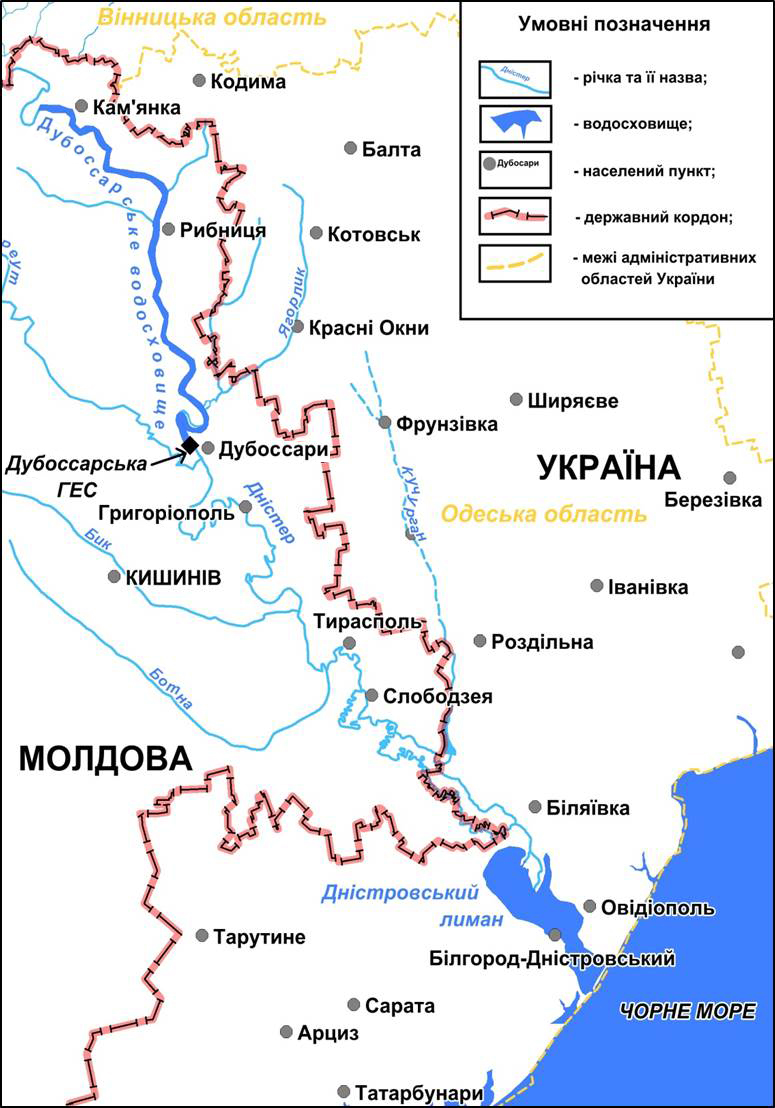
Картосхема Дубоссарського водосховища та пониззя р. Дністер.

Дубоссарське водосховище — водосховище в Молдові на річці Дністер. 
Утворено греблею Дубоссарської ГЕС. 
Заповнено в 1954—1956 роках.
Характеристики Дубоссарського водосховища:
- площа - 68 км²;
- об'єм повний (проектний) - 0,49 км³;
- об'єм корисний - 0,21 км³;
- довжина - 125 км;
- найбільша ширина - 1,5 км.
- середня глибина - 7,2 м;
- максимальна глибина - 19,5 м;
- середня витрата води у створі Дубоссарської ГЕС - 295 м³/с.

Дубоссарське водосховище здійснює тижневе і добове регулювання стоку. 
Коливання рівня водосховища - до 3,8 метрів. 
За період експлуатації Дубоссарське водосховище суттєво замулилося, що призвело до зменшення повного об,єму - до 0,27 км³.
Використовується для зрошення, водопостачання, рекреації та місцевого судноплавства.